# Uğur Hüküm
Pour les articles homonymes, voir Hukum.
Uğur Hüküm, né le 7 janvier 1949 à Istanbul et mort le 4 juillet 2013 à Paris, est un journaliste et écrivain turc.

## Biographie
Uğur Hüküm est né en 1949. Il a étudié à l'Université technique du Moyen-Orient d'Ankara. Il est proche du Parti Ouvrier de Turquie. Il arrive à Paris en 1974. En 1993 il devient producteur délégué et chef de service turc de Radio France internationale. Il est co-auteur avec Defne Gürsoy de Istanbul : Émergence d'une société civile.
Il meurt le 4 juillet 2013 à Paris, à l'âge de 64 ans, et est inhumé au cimetière du Père-Lachaise (16e division).